# مايرلب
مايرلب (بالألمانية: Christian Mayrleb)‏ (8 يونيو 1972 بفيلز في النمسا - ) هو مدرب كرة قدم ولاعب كرة قدم نمساوي في مركز الهجوم. شارك مع منتخب النمسا لكرة القدم. أما مع النوادي، فقد لعب مع أدميرا فاكر مودلينغ وأوستريا فيينا وأوسكو باشينغ وشيفيلد وينزداي ولاسك لينتس ونادي تيرول إنسبروك ونادي ريد بل سالزبورغ ونادي لينز وFC Juniors OÖ ‏ ونادي رييد وSK Austria Kärnten ‏.

## وصلات خارجية
- مايرلب على موقع الاتحاد الأوربي (الإنجليزية)
- مايرلب على موقع قاعدة بيانات كرة القدم.إي يو (الإنجليزية)
- مايرلب على موقع ناشيونال فوتبول تيمز (الإنجليزية)
- مايرلب على موقع عالم كرة القدم.نت (الإنجليزية)